# Kamienica przy ul. Farnej 6 w Bydgoszczy
Kamienica Farna 6 w Bydgoszczy – kamienica położona przy ulicy Farnej w Bydgoszczy.

## Położenie
Budynek znajduje się w północnej pierzei ul. Farnej, między katedrą, a ul. T. Malczewskiego.

## Historia
Pierwszy wymieniony w źródłach pisanych budynek przy obecnej ul. Farnej 6 został wzniesiony przed 1555 r. jego właścicielem był krawiec Wawrzyniec Klęk. W 1585 r. przy okazji nadania sąsiedniej posesji mansjonarzom bydgoskiej fary, w miejscu dawnego domu Klęka wzmiankowano kamienicę, należącą wtedy do rodziny Krąpiewskich. Na podstawie zapisu z 1737 r. można odtworzyć kolejnych właścicieli nieruchomości jako: Hutkiewicza, oraz wdowę Kranzową. W źródle tym podano, że istniejący w 1737 r. dom wzniesiony został przez Bartosza Krąpiewskiego. Był on przedstawicielem wpływowej rodziny mieszczańskiej o szlacheckim rodowodzie. Krąpiewscy pieczętowali się herbem Korab, pochodzili ze wsi Krąpiewo, położonej koło Wierzchucina Królewskiego. Ich pobyt w Bydgoszczy poświadczony jest dla lat 1559–1672. Wielokrotnie piastowali najwyższe urzędy miejskie: burmistrza, rajcy, wicewójta, ławnika, a nawet - w osobach Andrzeja i Jana - bydgoskiego proboszcza farnego. Sam Bartosz (Bartłomiej) Krąpiewski był  właścicielem browaru, rajcą w 1593 i 1608 r. oraz burmistrzem Bydgoszczy w 1599 i 1603 r.
Według źródeł pisanych, kamienica postawiona w 1593 r. posiadała piwnice, dwie kondygnacje (parter i piętro), strych oraz „łamany” dach mansardowy. W ścianę wmurowano tablicę pamiątkową datą i inicjałami właściciela. W 1866 r. ówczesny właściciel parceli, mistrz krawiecki Friedrich Krüger, kazał nadbudować starą kamienicę do wysokości drugiego piętra, co pociągnęło za sobą zmianę dekoracji fasady, konstrukcji dachu oraz wewnętrznych podziałów przestrzennych.
W 1867 r. powstały nowe zabudowania podwórzowe, na jakie wespół z dwupiętrowym skrzydłem bocznym składał się piętrowy budynek tylny. 

## Tablica pamiątkowa
W ścianie przyziemia podwórzowego budynku tylnego przy ulicy Farnej 6 znajduje się kamienna tablica z piaskowca, z łacińską inskrypcją „AN[N]0 D[OMI]NI / 1593” oraz inicjałami „B.K.” Tablica ta została zachowana przez XIX-wiecznego właściciela nieruchomości krawca Friedricha Krügera i wmurowana w ścianę wzniesionego w 1867 r. budynku podwórzowego. W 1961 r. gipsowa kopia tablicy została  wmurowana w ścianę sieni wejściowej głównego gmachu muzealnego przy ulicy Gdańskiej 4. Historyk Lech Łbik odszyfrował inicjały B.K. jako należące do Bartosza Krapiewskiego – burmistrza Bydgoszczy z 1599 i 1603 r.

## Architektura
Kamienica jest trzykondygnacyjna z poddaszem użytkowym. Wzniesiono ją na rzucie prostokąta z wejściem od ul. Farnej. Część nadziemna prezentuje styl eklektyczny z elementami neorenesansu. Parter jest boniowany, a kondygnacje oddzielone gzymsami, z wydatnym gzymsem koronującym.